# Genisa Niederzissen

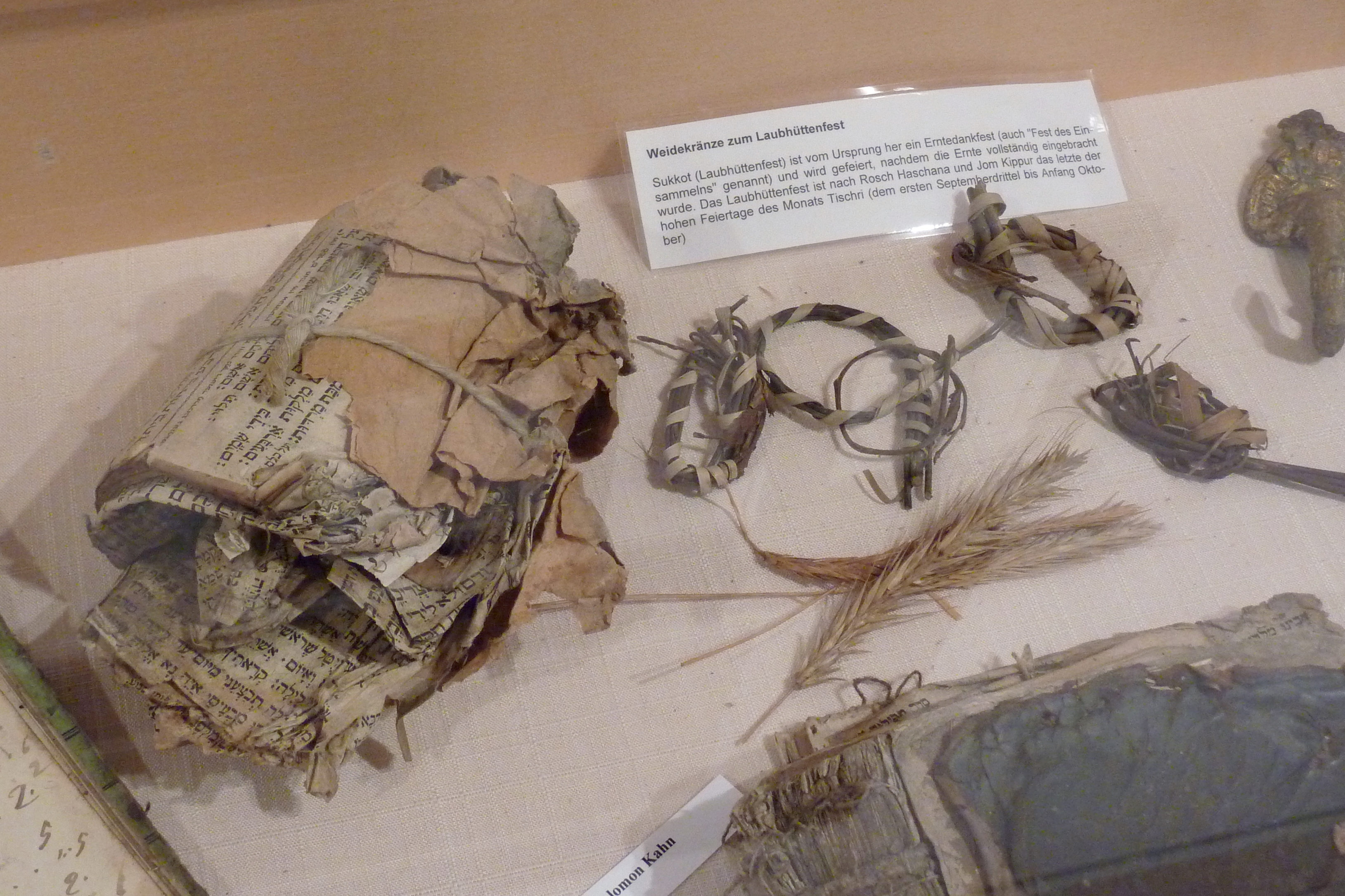
Vitrine mit Genisa-Funden: verschnürtes Bündel mit Schriften, Weidenkränze für das Laubhüttenfest

Die Genisa Niederzissen der ehemaligen Synagoge in Niederzissen, einer Ortsgemeinde im Landkreis Ahrweiler in Rheinland-Pfalz, stellt neben den Genisa-Funden von Veitshöchheim und Reckendorf einen der bedeutendsten Funde zur jüdischen Kultur in Deutschland dar.

## Geschichte und Einordnung
Der umfangreiche Fund wurde vor der grundlegenden Renovierung der ehemaligen Synagoge von Niederzissen im Jahr 2011 und ihrer Neueröffnung als Erinnerungs- und Begegnungsstätte geborgen. Neben vielen Einzelblättern, Papierfetzen und Textilien entdeckte man auf dem Dachboden der Synagoge, unter Staub, Schmutz und Mäusekot, eine große Anzahl Bündel, die mit Schnüren oder Fäden zusammengebunden und teilweise in zerschlissene Tücher eingewickelt waren. Sie enthielten Pergamenthandschriften, Druckwerke, abgenutzte Gebetbücher und andere, unbrauchbar gewordene religiöse Gegenstände.
Nach jüdischer Tradition werden rituelle Gegenstände und liturgische Schriften, die nach langem Gebrauch nicht mehr benutzbar waren, entweder auf dem Friedhof bestattet oder in einem eigens dafür bestimmten Ort abgelegt. Meist dient hierfür – wie in Niederzissen – der Dachboden der Synagoge. Dieser Ort wird als Genisa (im Plural Genisot) bezeichnet, einem mittelhebräischen Wort (Lehnwort aus dem Altpersischen), das Schatzkammer, Archiv, Depot bedeutet. Im Jiddischen wird der Begriff Scheimess verwendet, der sich von hebräisch Schemot, „Namen“, herleitet. Gemeint sind Texte, die den heiligen Gottesnamen (HaSchem) enthalten. Sämtliche unbrauchbar gewordenen Schriftstücke, die den Namen Gottes enthalten, werden, um sie vor Entweihung zu schützen, in einer Genisa abgelegt.
Die Funde aus der Niederzissener Synagoge werden von den Autoren der Dokumentation Zeugnisse jüdischen Lebens in Niederzissen vier Themenbereichen zugeordnet: Religiöse Handschriften, Jüdische Druckwerke, Sozial- und wirtschaftsgeschichtliche Zeugnisse, Der Textilfund. Die Niederzissener Textilfunde sind die umfangreichsten, die jemals in einer Genisa geborgen wurden. Ältestes Objekt der bisher ausgewerteten Stücke ist der Torawimpel (Mappa) für Alexander bar Jehuda aus dem Jahr 1653.
Einzelne Funde werden im Ausstellungsraum, der sich an die Synagoge anschließt, ausgestellt.

## Religiöse Handschriften

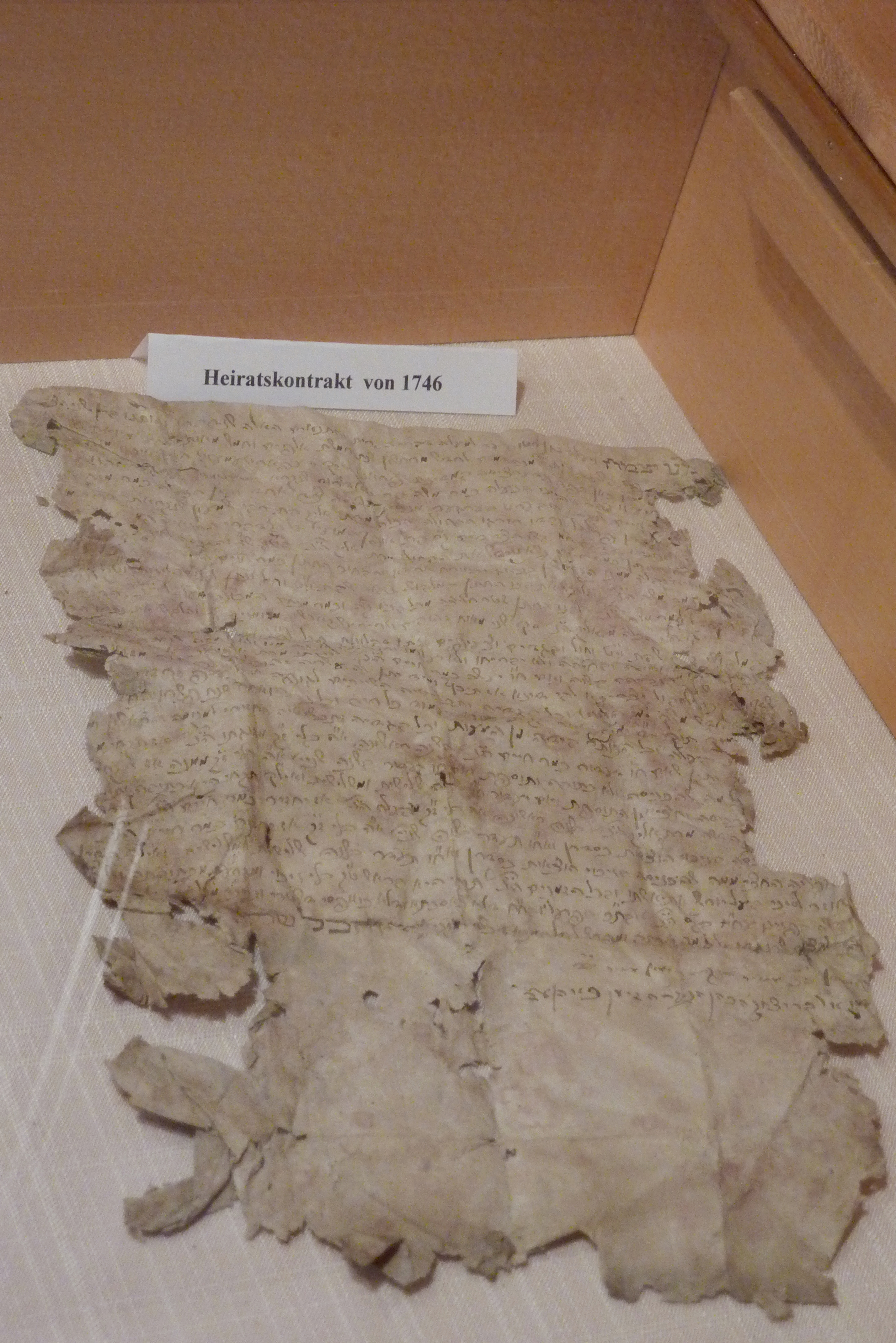
Heiratskontrakt von 1746 (Ketubba)

Zum Fund religiöser Handschriften gehören Pergamentbögen, die aus drei Torarollen ausgewechselt wurden, weil sie beschädigt waren. Eine Torarolle wird nach besonderen Vorschriften aus Pergament von Kalb-, Schaf- oder Ziegenhaut gefertigt und von einem ausgebildeten Schreiber (Sofer) mit besonderer Tinte in hebräischen, nicht vokalisierten Buchstaben beschrieben. Sie gilt als ein sehr kostbares Gut und wird im aschkenasischen Judentum durch einen Toramantel geschützt und mit einer Krone geschmückt. Die Tora (= fünf Bücher Mose, Pentateuch) wird im Lauf eines Jahres in der Synagoge laut vorgelesen. Um die Berührung mit den Händen zu vermeiden, wird bei der Toralesung ein Torazeiger (Jad) benutzt. Unbrauchbar gewordene Torarollen werden auch auf dem Friedhof bestattet.
Über dreißig Pergamenthandschriften waren Gebetsriementexte (Tefillin) und Texte, die für Türpfostenkapseln (Mesusot) verwendet worden waren. Tefillin und Mesusot werden von einem Sofer nach den gleichen Vorschriften, die auch für die Torarollen gelten, angefertigt. Die Gebetsriementexte werden in sehr kleiner Schrift einseitig auf schmale Pergamentstreifen geschrieben und in ledernen Kapseln untergebracht. Man unterscheidet Gebetsriemen, die um den Arm gewickelt werden, und Gebetsriemen, die man um die Stirn legt. Letztere enthalten vier Pergamentstreifen. Nach Gebrauch werden die Lederriemen in kleinen Stoffbeuteln aufbewahrt.
Im Fall der Genisa von Niederzissen wurden außer Pergamentbögen von Torarollen, Tefillin und Mesusot auch mit Segenswünschen versehene Ehekontrakte (Ketubbot), Verlobungsvereinbarungen (Tenaim), Gebetszettel u. ä. abgelegt. Ein Textfragment, ein einseitig in Quadratschrift beschriftetes Papier aus dem 19. Jahrhundert, enthält Anweisungen für das Anbringen der Quasten (Zizit) an den kleinen Gebetsmantel und das Anlegen des Gebetsmantels (Tallit) am Morgen. Ein Schmuckblatt mit der Inschrift Misrach (Osten) in hebräischen Buchstaben sollte die Gebetsrichtung zum Tempel von Jerusalem anzeigen. Es war in Räumen aufgehängt, die man zum Gebet nutzte.
Auf einem zerrissenen Blatt ist mit Tinte ein kabbalistischer Sefirot-Baum gemalt und mit Anmerkungen versehen. Ein beidseitig beschriebenes Blatt enthält die Liste der Tagespsalmen für das gesamte Jahr. Von einem ehemals mit einem Faden zusammengebundenen Heft sind noch einzelne von Mäusen zerfressene Blätter erhalten, auf denen die Morgengebete für Jom Kippur in geübter Schreibschrift aufgezeichnet sind.
Ein kleines Buch enthält in Quadratschrift abgeschriebene Bibeltexte. Auch ist der Name des Schreibers, Mordechai ben Susmann aus Breisig (mit bürgerlichem Namen Max Steinberg, geboren am 30. November 1800 in Niederbreisig) verzeichnet und die Jahreszahl 576 (1815/16). In ein Gebetbuch eingelegt fanden sich vier handschriftliche Doppelseiten aus einem Mohelbuch, in dem der Beschneider Namen und Daten notierte. Es enthielt Eintragungen aus der Zeit von 1795 bis 1809.
Besonders häufig finden sich in der Niederzissener Genisa handschriftliche Gebetbuchtitelblätter. Da die Titelblätter meist als erste abgenutzt wurden, ersetzte sie vermutlich ein Gemeindemitglied durch handgeschriebene Abschriften, die er mit Rahmen und kleinen Verzierungen versah.

## Jüdische Druckwerke

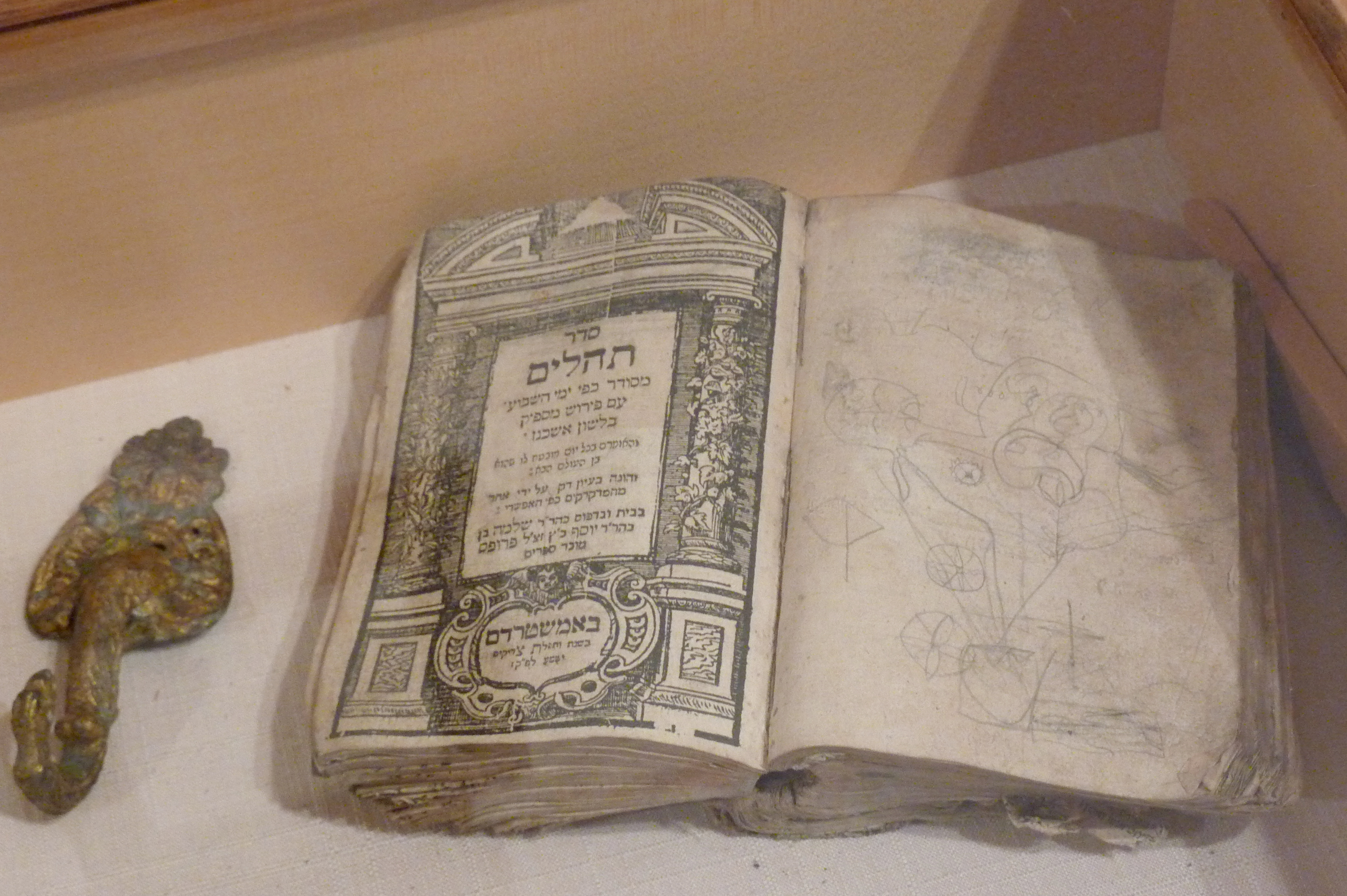
Buch mit Gebeten und Psalmen, erschienen 1729/30 bei Schlomo Proops in Amsterdam. Titelblatt Seder tehillim, „Psalmenordnung“

Wie in den meisten bisherigen Genisa-Funden besteht auch in Niederzissen der überwiegende Teil der Funde aus Druckwerken, bedruckten Buchseiten, Fetzen und Teilen von Büchern, die allerdings bei Weitem noch nicht ausgewertet sind. Die Bücher stammen zum großen Teil aus dem 18. und der ersten Hälfte des 19. Jahrhunderts und wurden vor allem in süddeutschen Druckereien, in Sulzbach, Fürth und Frankfurt am Main, hergestellt. Diese boten wesentlich günstigere Ausgaben religiöser Gebrauchsliteratur an als die großen Amsterdamer Druckhäuser, die im 18. Jahrhundert das hebräische Buchwesen beherrschten und für ihre aufwändig produzierten Bände berühmt waren.
In der Niederzissener Genisa ist ein umfangreicher Band täglicher Gebete mit Psalmen und Bittgebeten erhalten, der 1729/30 in Amsterdam bei Salomo Proops erschien. Titelblatt und Anfangspartie sind verlorengegangen und eine unbedruckte Seite ist mit Kritzeleien versehen.
Obwohl Abbildungen in jüdischen Büchern nicht üblich waren, finden sich in den Druckwerken des Niederzissener Fundes mehrere Illustrationen. In dem Buch Sefer Josippon (Das Buch Josippon), das 1660/61 bei Uri Feiwesh ha-Levi in Amsterdam erschien, illustriert ein Holzschnitt nach Hans Holbein dem Jüngeren den Kampf der Israeliten gegen die Amalekiter beim Zug durch die Wüste. Neben dem Kampfgeschehen werden Aaron und Hur dargestellt, die Mose unter die Arme greifen, damit dieser die Hände erhoben halten kann, was den Sieg der Israeliten herbeiführt.

## Sozial- und wirtschaftsgeschichtliche Zeugnisse

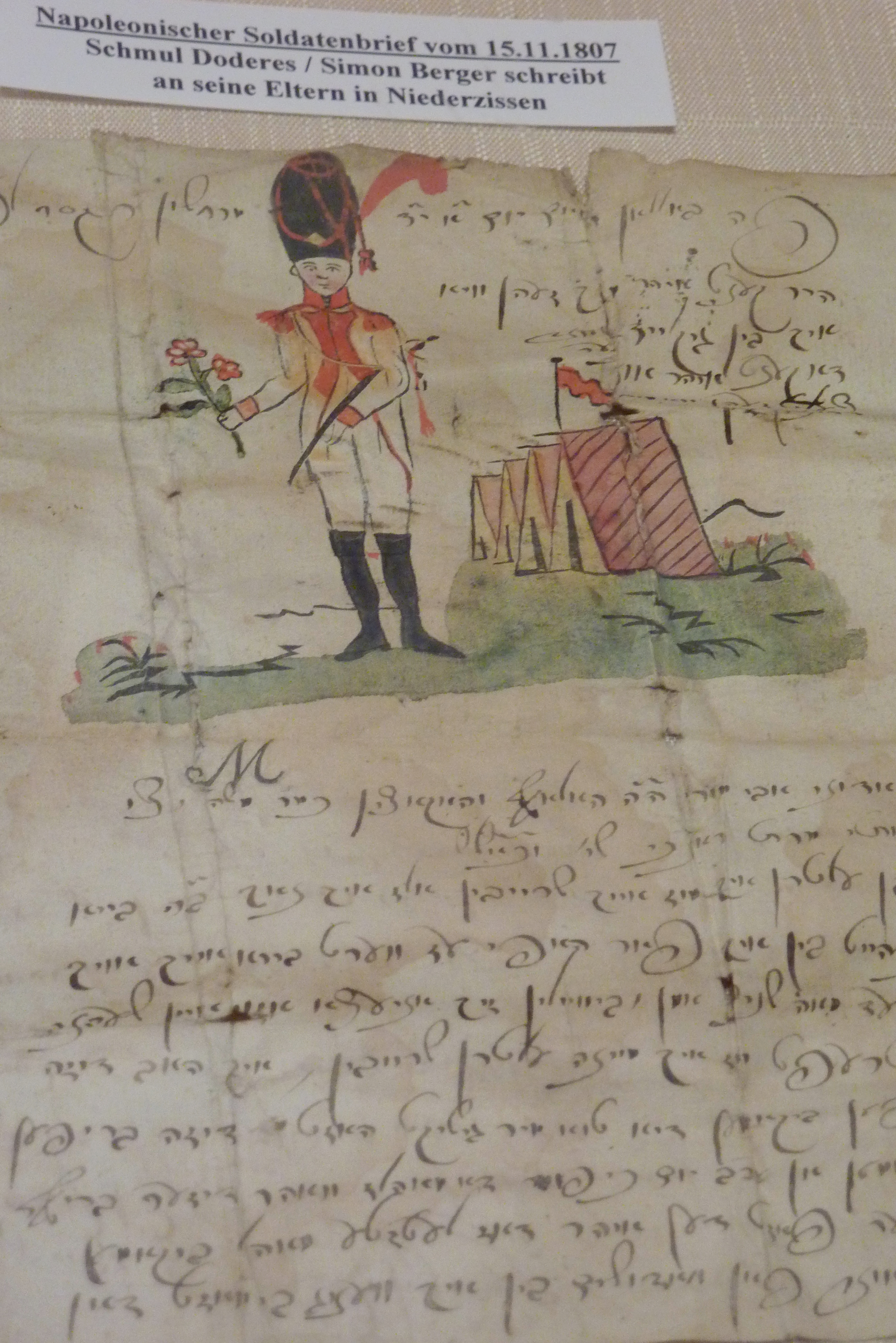
Brief eines Soldaten an seine Eltern, von 1807

Zu den Niederzissener Genisa-Funden gehören auch Dokumente über die Handelstätigkeit der ortsansässigen Juden wie Viehhandelsverträge, tierärztliche Gesundheitsscheine und Herkunftsscheine für zu verkaufendes Vieh. Es finden sich „Quittungen, Rechnungen, Mahnungen, Zahlungs- und Abrechnungsbücher, außerdem Warentransport-Scheine und Quittungen über Wegezoll“, die meist auf Deutsch, seltener in Hebräisch oder Jiddisch, manche auch in französischer Sprache abgefasst sind.
Daneben sind Seiten mit Schreibübungen erhalten, Fragmente einer Lehrtafel zur hebräischen Sprache und Blätter einer Schreib- und Lesefibel.
Ein besonders originelles Dokument ist der Brief eines jüdischen Soldaten aus dem Jahr 1807, der während der Koalitionskriege zum Militärdienst für Napoleon Bonaparte verpflichtet wurde. Er ist in deutscher Sprache mit dem hebräischen Alphabet geschrieben. Der Brief ist mit einer farbigen Tuschezeichnung versehen, die den Verfasser in rotweißer Uniform und mit hoher Pelzmütze bekleidet vor Zelten im Hintergrund darstellt.

## Der Textilfund

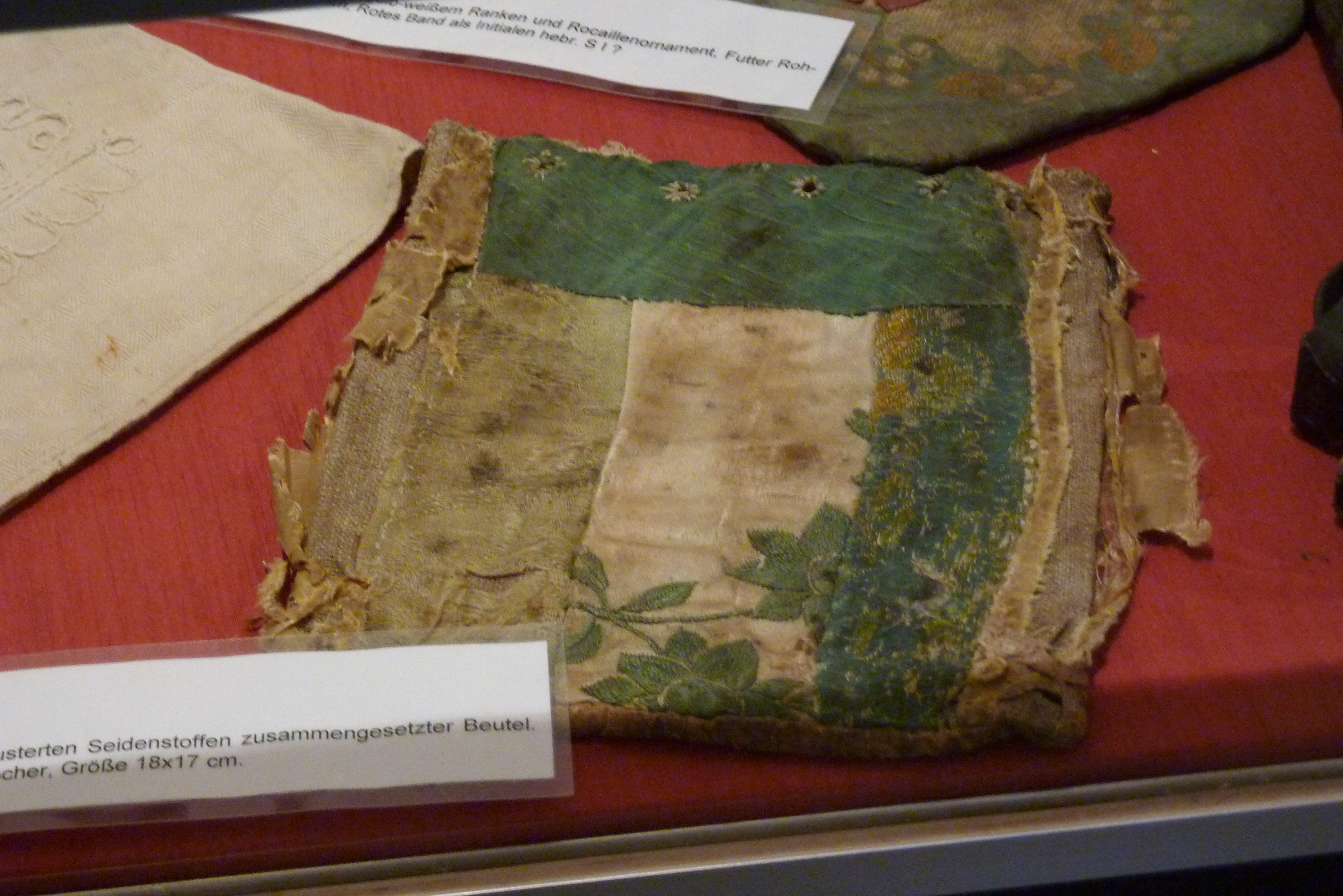
Tefillinbeutel aus der zweiten Hälfte des 18. Jahrhunderts

Linda Wiesner unterscheidet die Textilfunde in zwei Gattungen: diejenigen, die in persönlichem Gebrauch waren und diejenigen, die in der Synagoge verwendet wurden. Den umfangreicheren Teil stellen die persönlich genutzten Textilien dar. Dazu gehören viele Stoffbeutel, in denen Gebetsriemen aufbewahrt wurden, seltener Tallitbeutel für den großen Gebetsmantel (Tallit). Einer der wertvolleren Tefillinbeutel stammt aus der zweiten Hälfte des 18. Jahrhunderts. Er besteht aus verschiedenen, farblich aufeinander abgestimmten blaugrünen und gelben Seidenstoffen und ist mit Rohleinen gefüttert. Unter den persönlichen Textilien sind auch zahlreiche Exemplare des Tallit katan, die häufig aus wiederverwendeten Stoffresten zusammengenäht wurden.
Der zweiten Gattung gehören zwei Toravorhänge (Parochot) und einige schmale Querbehänge (Kapporot) an. Aus dem späten 18. Jahrhundert ist ein Toramantel erhalten, der vermutlich aus einem Brautkleid genäht wurde. Er besteht aus blaugrauer, broschierter Seide und besitzt ein bunt bedrucktes Leinenfutter.
Beiden Gattungen zuzurechnen sind die Torawimpel. Dies sind die Windeln, die der Säugling bei der Beschneidung trug. Sie wurden gewaschen, in vier Streifen geschnitten und aneinander genäht. Das Tuch, das meist aus Leinen gewebt war, wurde bemalt oder bestickt und mit dem Namen des Jungen und einem Segensspruch versehen. Der Torawimpel spielte eine wichtige Rolle bei der Bar Mitzwa und der Hochzeit.
Der gut erhaltene Torawimpel des Nathan bar Chajjim (Fotos) enthält eine hebräische Inschrift, die einem üblichen Schema folgt: „Nathan bar Chajjim, geboren unter einem glücklichen Stern am heiligen Schabbat am 28. Tag im Siwan, im Jahr 648 nach der kleinen Zählung [7. Juni 1888], der Herr lasse ihn heranwachsen zur Tora, zur Chuppa und zu guten Taten. Amen, Sela.“ Der Bildschmuck stellt Wünsche für den Säugling dar: er möge fromm werden (Torarolle) und eine Familie gründen (Hochzeitsbaldachin).

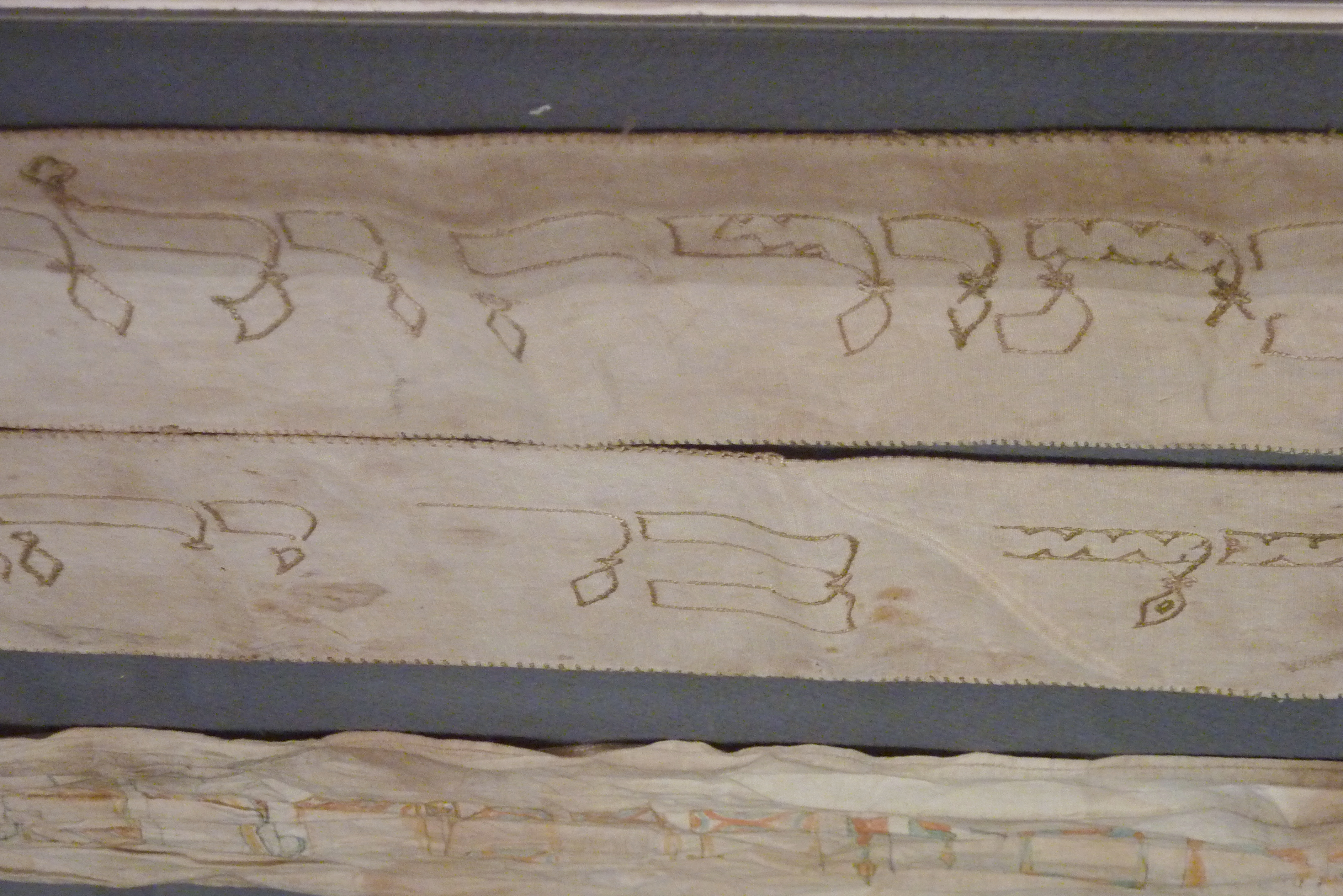
Torawimpel
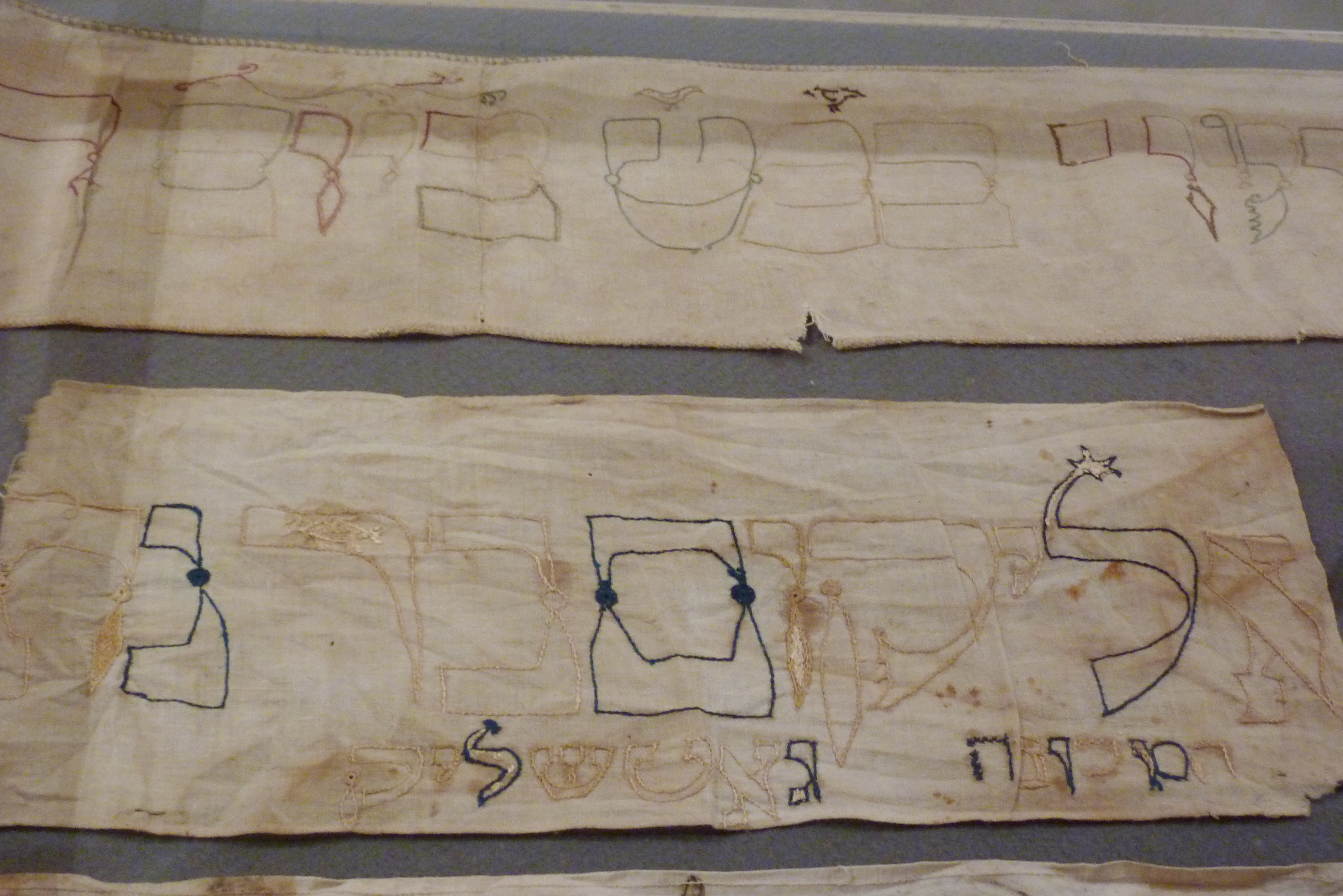
Torawimpel
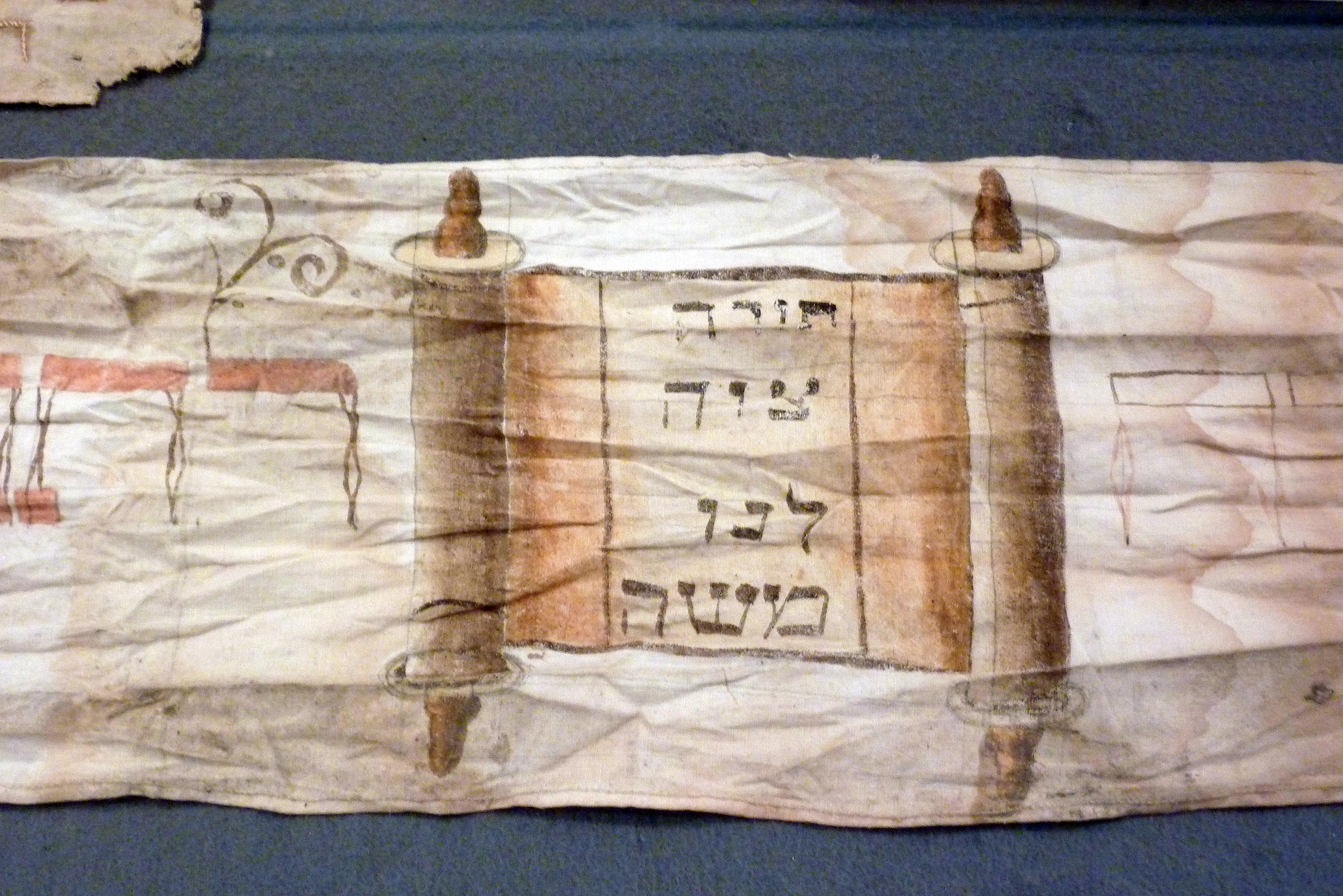
Torawimpel für Nathan bar Chajjim von 1888, mit Abbildung einer Torarolle und der Inschrift: „Eine Weisung hat uns Mosche geboten“ (vgl. Dtn 33,4 EU)
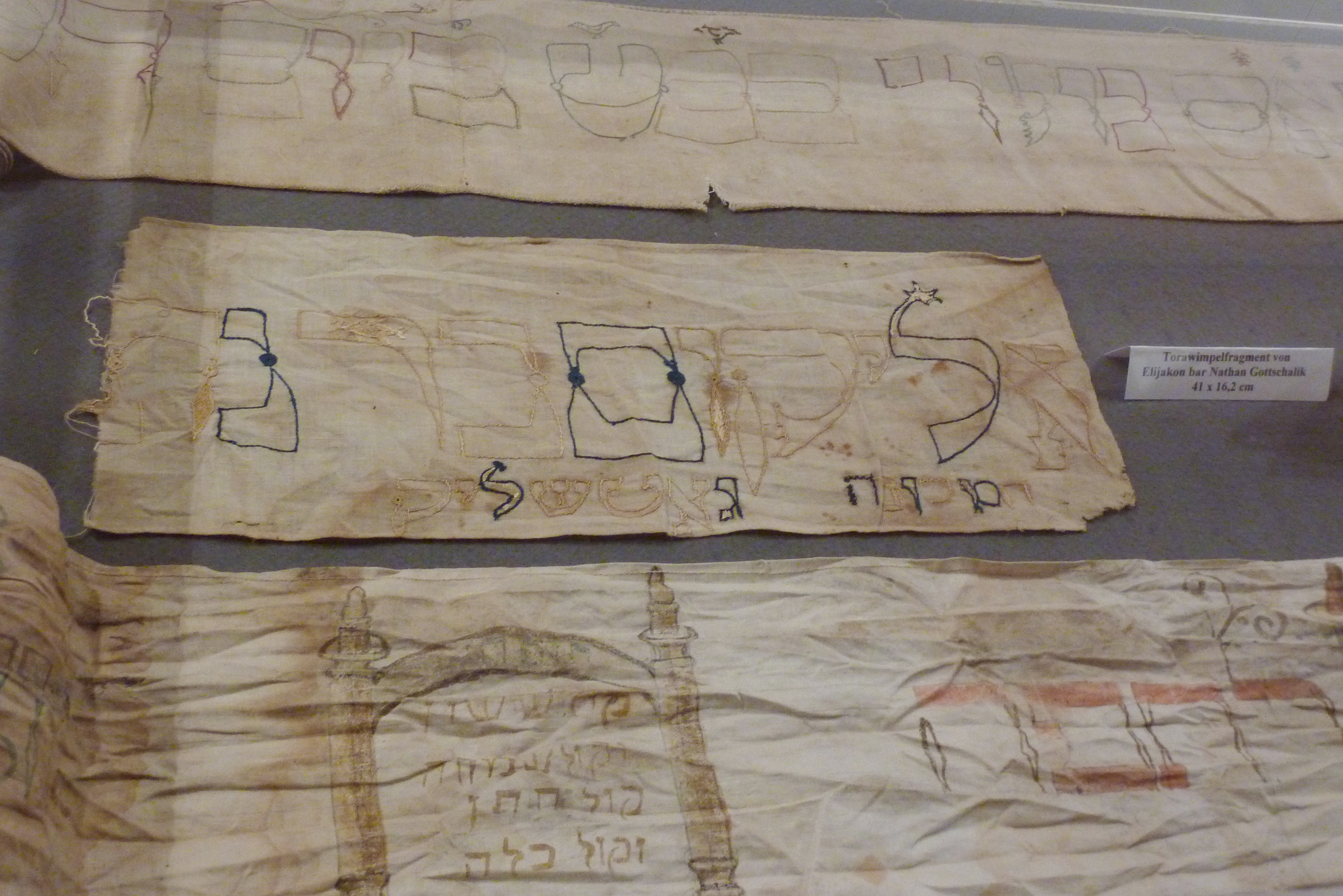
Torawimpel für Nathan bar Chajjim von 1888, mit Abbildung einer Chuppa (Hochzeitsbaldachin) und der Inschrift: „Jubelruf und Freudenruf, Ruf des Bräutigams und Ruf der Braut“ (vgl. Jer 33,11 EU)